# Joaquín Moreno Díaz
Joaquín Moreno Díaz (Pesca, 3 de septiembre de 1919-28 de abril de 1988) fue un político colombiano, vinculado al Partido Comunista Colombiano. 

## Biografía
Nació en Pesca (Boyacá) el 3 de septiembre de 1919, hijo de una muy humilde familia dedicada a la agricultura. Debido a la pobreza, se vinculó al trabajo desde niño y transitó por los municipios de Boyacá y Santander, desempeñándose en distintas labores. A partir de los 13 años se trasladó a Tunja, en donde empezó a simpatizar por el liberalismo, acercándose a los círculos de las Juventudes Liberales. 

### Carrera política
Ante el descontento con la política liberal, y por invitación de su amigo Rafael Luengas, ingresó al Partido Comunista de Colombia, fundando la primera célula comunista de la historia de Boyacá. Moreno Díaz se convirtió en el corresponsal en Boyacá del Diario Popular, periódico que editaba el PCC durante aquella época. A partir del II Congreso del PCC ingresó a su Comité Ejecutivo Central, por lo que tuvo que desplazarse permanentemente a Bogotá.
Participó de la disputa interna del PCC (en ese momento renombrado como Partido Socialista Democrático) entre las fracciones de Augusto Durán (secretario general) y Gilberto Vieira White (a la cual se adscribía Moreno Díaz).
En el V Congreso del PSD en 1948, Moreno Díaz leyó el informe presentado por el sector vieirista, que al final recuperó la línea partidaria, volviendo a usar el nombre anterior (PCC) y expulsando a la fracción de Durán.
Para el VI Congreso (agosto de 1949), Moreno Díaz se encontraba ya trabajando como profesional del partido en Antioquia, en donde dirigía “La Chispa”, periódico mimeografiado destinado a los obreros textileros. Posteriormente el PCC trasladó a Moreno a la reconstrucción partidaria en el Viejo Caldas: el líder boyacense colaborara en la recuperación del trabajo agrario y sindical en Manizales, Pereira, Armenia, Anserma, Riosucio, y La Virginia, entre otras ciudades. 
Murió el 28 de abril de 1988.